# Giulia Sanseverino
Giulia Sanseverino (... – Origgio, 8 marzo 1577) è stata una nobildonna italiana, appartenente a un ramo della nobile famiglia napoletana dei Sanseverino.

## Biografia
Figlia di Gian Francesco e Lavinia Sanseverino, nonché sorella minore di Barbara, Giulia fu data in sposa nel 1564 a Giovan Battista Borromeo, che non esitò a testimoniare contro Gian Galeazzo Sanseverino, zio della moglie, nel tentativo di strappargli il feudo di Colorno dopo che fu arrestato per eresia dall'Inquisizione di Parma.
L'indole violenta di Giovan Battista Borromeo era risaputa, tanto che sia Carlo Borromeo che Andrea Avellino tentarono di allontanare la giovane dal marito. I loro sforzi furono vani e l'8 marzo 1577 Giovan Battista Borromeo pugnalò a morte la moglie sotto gli occhia della figlia Ippolita, in seguito a un litigio nella sua residenza di Origgio.

## Ascendenza
|                                                       |                                                              |                                                             | Genitori                                                      |  |  | Nonni |  |  | Bisnonni                                             |  |  | Trisnonni                |  |
|                                                       |                                                              |                                                             |                                                               |  |  |       |  |  | 8. Roberto Sanseverino d'Aragona, I conte di Caiazzo |  |  | 16. Leonetto Sanseverino |  |
|                                                       |                                                              |                                                             |                                                               |  |  |       |  |  | 8. Roberto Sanseverino d'Aragona, I conte di Caiazzo |  |  | 16. Leonetto Sanseverino |  |
|                                                       |                                                              | 17. Elisa Sforza                                            |                                                               |  |  |       |  |  | 8. Roberto Sanseverino d'Aragona, I conte di Caiazzo |  |  |                          |  |
| 4. Giulio Sanseverino, signore di Valenza             |                                                              |                                                             |                                                               |  |  |       |  |  | 8. Roberto Sanseverino d'Aragona, I conte di Caiazzo |  |  |                          |  |
|                                                       |                                                              | 9. Lucrezia Malavolti                                       | 18. Angelo Malavolti                                          |  |  |       |  |  |                                                      |  |  |                          |  |
|                                                       |                                                              | 9. Lucrezia Malavolti                                       | 18. Angelo Malavolti                                          |  |  |       |  |  |                                                      |  |  |                          |  |
|                                                       |                                                              | 9. Lucrezia Malavolti                                       | …                                                             |  |  |       |  |  |                                                      |  |  |                          |  |
| 2. Gianfrancesco Sanseverino, conte di Colorno        |                                                              | 9. Lucrezia Malavolti                                       |                                                               |  |  |       |  |  |                                                      |  |  |                          |  |
|                                                       |                                                              | 10. Giacomo Antonio Pallavicino, marchese di Scipione       | 20. Pietro Pallavicino                                        |  |  |       |  |  |                                                      |  |  |                          |  |
|                                                       |                                                              | 10. Giacomo Antonio Pallavicino, marchese di Scipione       | 20. Pietro Pallavicino                                        |  |  |       |  |  |                                                      |  |  |                          |  |
|                                                       |                                                              | 10. Giacomo Antonio Pallavicino, marchese di Scipione       | …                                                             |  |  |       |  |  |                                                      |  |  |                          |  |
| 5. Ippolita Pallavicino                               |                                                              | 10. Giacomo Antonio Pallavicino, marchese di Scipione       |                                                               |  |  |       |  |  |                                                      |  |  |                          |  |
|                                                       |                                                              | 11. Margherita Visconti di Saliceto                         | 22. Pietro Francesco, I conte di Saliceto                     |  |  |       |  |  |                                                      |  |  |                          |  |
|                                                       |                                                              | 11. Margherita Visconti di Saliceto                         | 22. Pietro Francesco, I conte di Saliceto                     |  |  |       |  |  |                                                      |  |  |                          |  |
|                                                       |                                                              | 11. Margherita Visconti di Saliceto                         | 23. Eufrosina Barbavara                                       |  |  |       |  |  |                                                      |  |  |                          |  |
| 1. Giulia Sanseverino                                 |                                                              | 11. Margherita Visconti di Saliceto                         |                                                               |  |  |       |  |  |                                                      |  |  |                          |  |
|                                                       | 12. Gianfrancesco Sanseverino d'Aragona, II conte di Caiazzo | 24. Roberto Sanseverino d'Aragona, I conte di Caiazzo (= 8) |                                                               |  |  |       |  |  |                                                      |  |  |                          |  |
|                                                       | 12. Gianfrancesco Sanseverino d'Aragona, II conte di Caiazzo | 24. Roberto Sanseverino d'Aragona, I conte di Caiazzo (= 8) |                                                               |  |  |       |  |  |                                                      |  |  |                          |  |
|                                                       | 12. Gianfrancesco Sanseverino d'Aragona, II conte di Caiazzo | 25. Giovanna da Correggio                                   |                                                               |  |  |       |  |  |                                                      |  |  |                          |  |
| 6. Roberto Ambrogio Sanseverino, III conte di Caiazzo | 12. Gianfrancesco Sanseverino d'Aragona, II conte di Caiazzo |                                                             |                                                               |  |  |       |  |  |                                                      |  |  |                          |  |
|                                                       |                                                              | 13. Barbara Gonzaga di Sabbioneta                           | 26. Gianfrancesco Gonzaga, I conte di Sabbioneta              |  |  |       |  |  |                                                      |  |  |                          |  |
|                                                       |                                                              | 13. Barbara Gonzaga di Sabbioneta                           | 26. Gianfrancesco Gonzaga, I conte di Sabbioneta              |  |  |       |  |  |                                                      |  |  |                          |  |
|                                                       |                                                              | 13. Barbara Gonzaga di Sabbioneta                           | 27. Antonia del Balzo                                         |  |  |       |  |  |                                                      |  |  |                          |  |
| 3. Lavinia Sanseverino                                |                                                              | 13. Barbara Gonzaga di Sabbioneta                           |                                                               |  |  |       |  |  |                                                      |  |  |                          |  |
|                                                       |                                                              | 14. Franceschetto Cybo, I duca di Spoleto                   | 28. Papa Innocenzo VIII (Giovanni Battista Cybo)              |  |  |       |  |  |                                                      |  |  |                          |  |
|                                                       |                                                              | 14. Franceschetto Cybo, I duca di Spoleto                   | 28. Papa Innocenzo VIII (Giovanni Battista Cybo)              |  |  |       |  |  |                                                      |  |  |                          |  |
|                                                       |                                                              | 14. Franceschetto Cybo, I duca di Spoleto                   | …                                                             |  |  |       |  |  |                                                      |  |  |                          |  |
| 7. Ippolita Cybo                                      |                                                              | 14. Franceschetto Cybo, I duca di Spoleto                   |                                                               |  |  |       |  |  |                                                      |  |  |                          |  |
|                                                       |                                                              | 15. Maddalena de' Medici                                    | 30. Lorenzo "il Magnifico" de' Medici, III signore di Firenze |  |  |       |  |  |                                                      |  |  |                          |  |
|                                                       |                                                              | 15. Maddalena de' Medici                                    | 30. Lorenzo "il Magnifico" de' Medici, III signore di Firenze |  |  |       |  |  |                                                      |  |  |                          |  |
|                                                       |                                                              | 15. Maddalena de' Medici                                    | 31. Clarice Orsini di Monterotondo                            |  |  |       |  |  |                                                      |  |  |                          |  |
|                                                       |                                                              | 15. Maddalena de' Medici                                    |                                                               |  |  |       |  |  |                                                      |  |  |                          |  |